# Chlamydopsis mareeba
Chlamydopsis mareeba är en skalbaggsart som beskrevs av Michael S. Caterino 2003. Chlamydopsis mareeba ingår i släktet Chlamydopsis och familjen stumpbaggar. Inga underarter finns listade i Catalogue of Life.